# ROOT∞REXX
『ROOT∞REXX』（ルートレックス）は、オトメイトより2015年1月22日に発売されたPlayStation Vita用女性向け恋愛アドベンチャーゲーム。

## あらすじ
彗星のごとくデビューシングルを出したロックバンドREXXは、顔出しNG・ライブなし・PVはメンバーのイメージキャラクターのみ出演という徹底した覆面スタイルで人気を博していた。
だが、2枚目を出すことなく無期限活動休止。それでも彼らの人気は衰えることなく伝説とまで呼ばれるに至った。
デビューシングル発売から1年後、望月和音は転校先の星羽高校で1枚のデモCDを見つけた。そのCDはなんと、REXXの未発表楽曲。しかも、その学校にはREXXのメンバーを名乗る5人の男子高校生がいた。
音楽はもうやらないと言う5人に対し、和音はREXXの再開のために尽力する、と誓った。

## 登場人物

### REXX関係者
望月和音（もちづき かずね）
本作の主人公。高校2年生。ロンドンからの帰国子女で、難しい日本語は苦手。
蓮水秋（はすみ あき）
声 - 柿原徹也
ポジション：ボーカル　イメージキャラクター：アキネコ
和音の同級生である、文武両道な男子生徒。一人を好み、よほどでない限りヘッドホンを外さない。
天羽玲（あもう れい）
声 - 代永翼
ポジション：キーボード　イメージキャラクター：レイウサギ
かわいらしくも気配り上手な男子生徒。
九条駿（くじょう しゅん）
声 - 江口拓也
ポジション：ギター　イメージキャラクター：シュンライオン
和音の一学年上の先輩。
白石聡真（しらいし そうま）
声 - 岡本信彦
ポジション:ベース　イメージキャラクター：ソウマイヌ
和音のクラスの学級委員長。秋に信頼されており、彼の気持ちを代弁することもある。ベースが特別うまいわけではないが、努力を重ねている。
桐生帝（きりゅう みかど）
声 - 木村良平
ポジション:ドラム、リーダー　イメージキャラクター：ミカドトラ
REXXリーダー。ぶっきらぼうだが家庭的な一面の持ち主。

### MADLips関係者
神崎馨（かんざき かおる）
声 - 浪川大輔
ポジション:ボーカル、ギター
MADLipsのメンバーで、美貌と歌唱能力を武器にしている。根は素直だが、変なことを言う癖があるため、事務所側からもあまりマスコミの前ではしゃべらないようにと注意を受けている。そのため、ファンからは歌う時以外は口を開かない人物と見られている。秋に興味を抱いている。
黒瀬環（くろせ たまき）
声 - 鈴村健一
ポジション:ギター
MADLipsのメンバーで、おおらかで男らしい人物。駿のギターの師匠。
橘伊織（たちばな いおり）
声 - 入野自由
ポジション:ベース
MADLipsのメンバーで、ベースのほかにも歌唱や作詞も行っているが、音楽を楽しめなくなりつつある。
和泉悠（いずみ ゆう）
声 - 吉野裕行
ポジション:ドラム
MADLipsのメンバー。和音を含む女性に声をかけるため軽い男に見られがちだが、本人いわく一途になった結果とのこと。帝のドラムにも興味を持っており、いつか共演することを夢見ている。

### サウンドスケープ関係者
朝霧仁（あさぎり じん）
声 - 神谷浩史
レコード会社サウンドスケープに所属するプロデューサーで、元バンドマン。ヒットの見込める者にしか興味を抱けない。REXXのPVにも彼に雰囲気の似た狐が登場している。
朝霧龍太郎（あさぎり りゅうたろう）
声 - 岩田光央
レコード会社サウンドスケープ社長にして、仁の父。堅実になるあまり数字だけで音楽を判断してしまう。

## 主題歌
（全作詞 - 唐沢美帆）
オープニングテーマ「HONEY BUNNEY」
作曲・編曲 - 宮崎誠 / 歌 - 柿原徹也
エンディングテーマ「Glory Days」
作曲 - 渡辺翔 / 編曲 - 倉内達矢 / 歌 - CONNECT（岩田光央、鈴村健一）
挿入歌「DEAR MY GIRL」
作曲・編曲：R・O・N / 歌 - 柿原徹也
挿入歌「Rhapsody in you」
作曲 - 中野ゆう / 編曲 - 悠木真一 / 歌 - 代永翼（Trignal）
挿入歌「Heart and soul」
作曲・編曲 - Big boom / 歌 - 江口拓也（Trignal）
挿入歌「Polaris」
作曲・編曲 - 川島弘光 / 歌 - 岡本信彦
挿入歌「Everlasting love」
作曲・編曲 - 炭竃智弘 / 歌 - 木村良平（Trignal）

## 関連商品
サウンドトラック
- ROOT∞REXX（2015年2月4日発売、ランティス、規格品番 LACA-15474）

ファンブック
- ROOT∞REXX キャラクターファンブック（2015年2月14日発売、一迅社、ISBN 978-4758014298）

小説
箸：卯月朔夜、挿絵：御巫桃也、ZERO‐SUM NOVELS刊
- ROOT∞REXX 追憶のかけら（2015年7月28日発売、一迅社、ISBN 978-4758047401）

漫画
作画：御巫桃也、ゼロサムオンライン連載
- ROOT∞REXX Honey Melody（2015年12月25日発売、一迅社、ISBN 978-4758031400）

ドラマCD
- ドラマCD「ROOT∞REXX」Vol.1（2016年2月24日発売、フロンティアワークス、規格品番 FFCT-68）
- ドラマCD「ROOT∞REXX」Vol.2（2016年2月24日発売、フロンティアワークス、規格品番 FFCT-70）